# Sant Roc de Salàs
Sant Roc de Salàs és una església romànica situada a llevant de la vila, en un lloc solitari, dalt del turó de Sant Roc. Pertany al terme municipal de Salàs de Pallars, i a la comarca del Pallars Jussà.
Es tracta d'una petita església romànica primitiva, amb nau única coberta amb volta de canó, que era enderrocada fins ben recentment, i absis semicircular a llevant, cobert amb volta de quart de cercle. L'absis era l'única part que s'havia conservat, fins a la restauració recent.

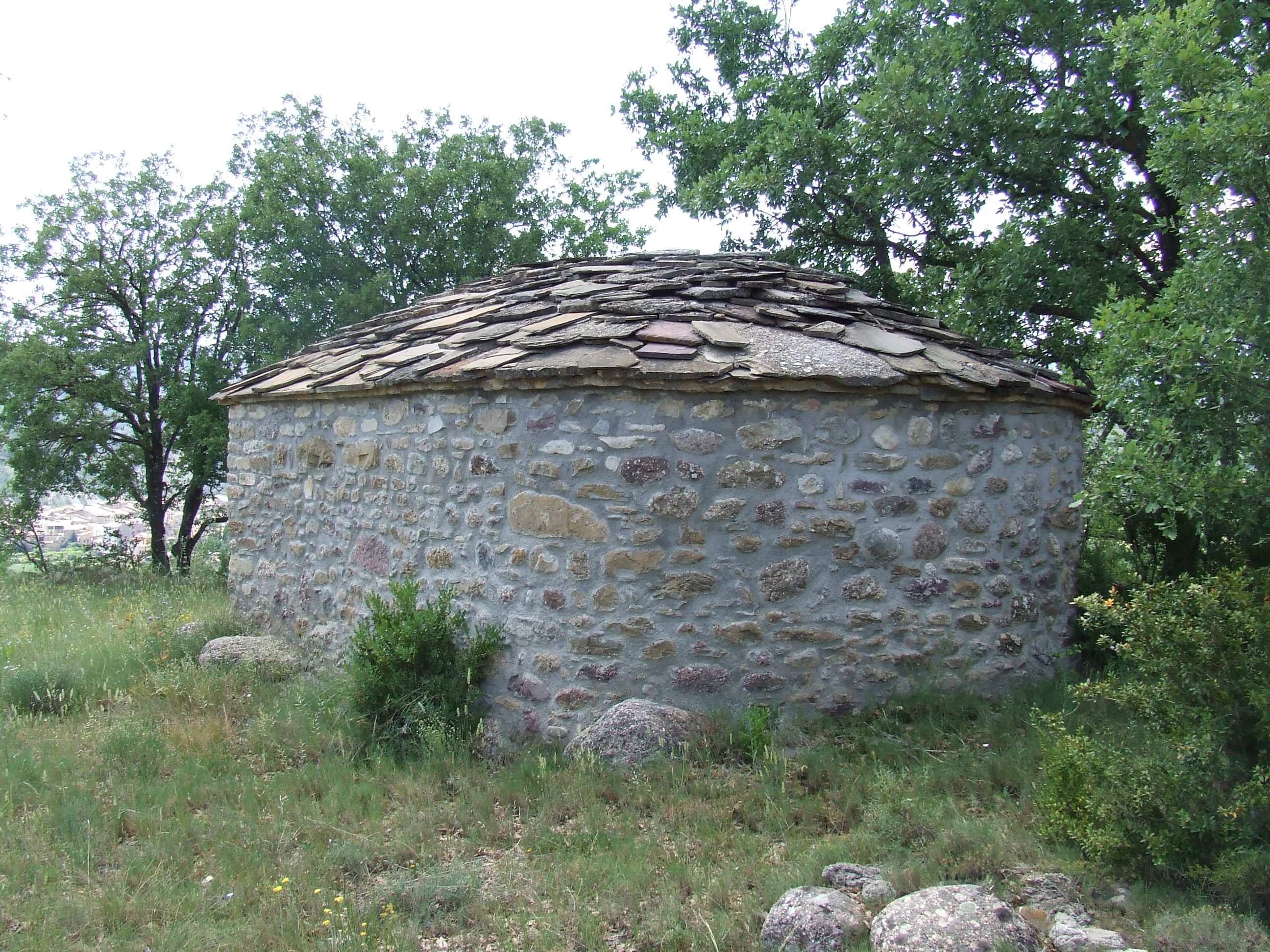
L'absis, a orient

El 16 d'agost s'hi celebra un aplec popular, molt probablement originat per un vot de poble fet en demanar la protecció de sant Roc davant d'alguna de les pestilències que assolaren el país tot al llarg de l'edat moderna.

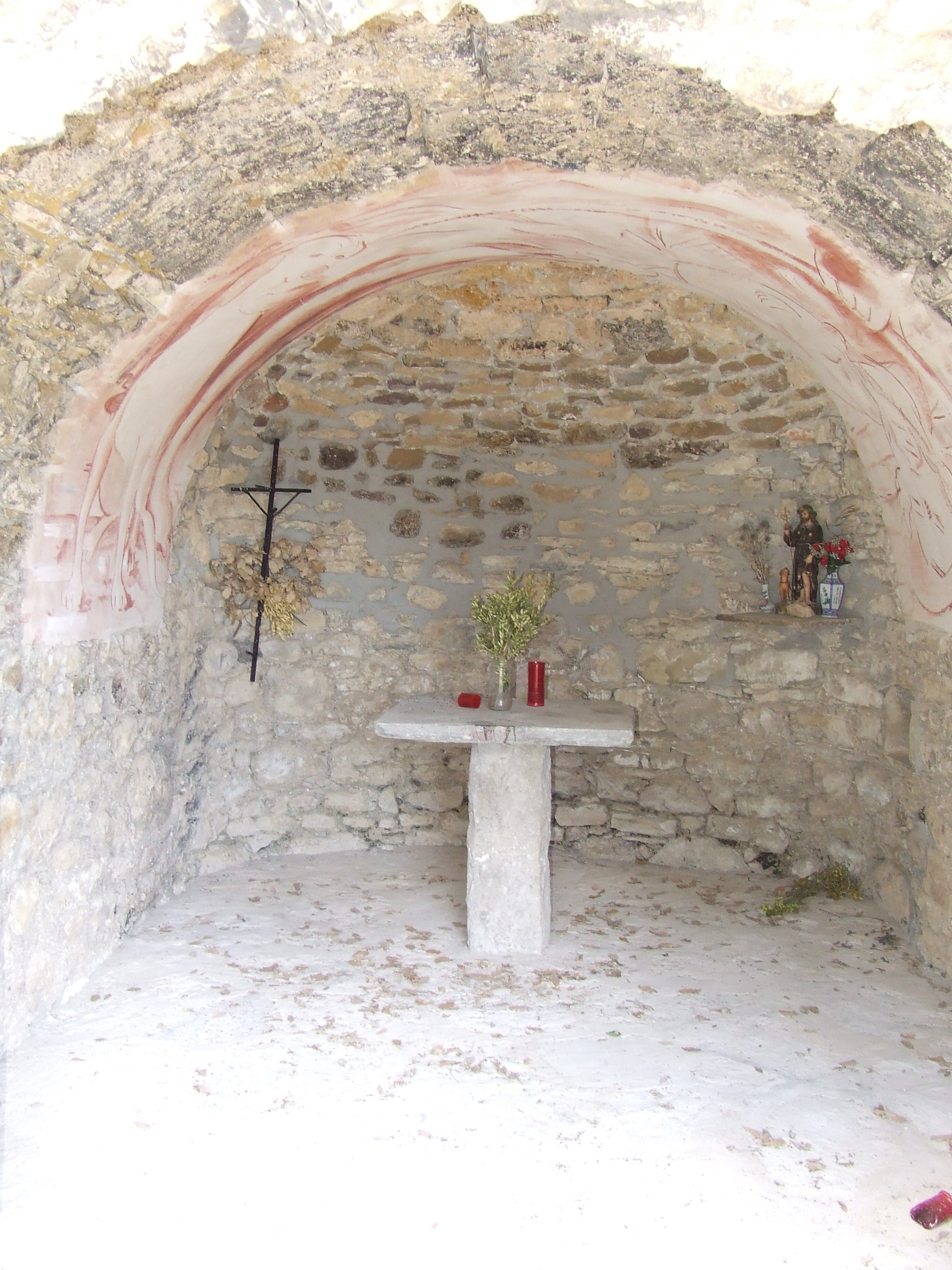
L'absis, part de dins

Fins al 2005 en quedava poca cosa: un gran arc, que tancava el recinte de ruïnes que quedava de la capella. Devia tractar-se de l'arc presbiterial, que separava la nau de l'absis. El 2009 l'ermita està del tot refeta, però d'una manera que l'obra romànica queda bastant desfigurada, sobretot a l'exterior.